# Cubo magico

Un esempio di cubo magico 3 × 3 × 3. In questo cubo, nessuna faccia è un quadrato magico. In questo caso, il cubo è chiamato cubo magico semplice.

In matematica, un cubo magico è l'equivalente tridimensionale di un quadrato magico, ovvero lo schieramento di un numero di interi all'interno di un modello {\displaystyle n\times n\times n} tale che la somma dei numeri di ogni possibile riga, di ogni possibile colonna e delle quattro diagonali maggiori sia un numero costante, detto costante magica del cubo, indicata con {\displaystyle M_{3}(n).} Se un cubo magico di ordine {\displaystyle n} è costituito da tutti i numeri da 1 a {\displaystyle n^{3},} allora ha una costante magica (successione A027441 nella OEIS)
{\displaystyle M_{3}(n)={\frac {n(n^{3}+1)}{2}}.}
Se, in più, anche la somma dei numeri di ogni diagonale interna corrisponde alla costante magica del cubo, esso viene chiamato cubo magico perfetto; in caso contrario, viene chiamato cubo magico semi-perfetto. Se anche la somma dei numeri di ogni diagonale "rotta" corrisponde alla costante magica del cubo, esso viene chiamato cubo panmagico (o pandiagonale).

## Cubi multimagici
Come nel caso dei quadrati magici, un cubo {\displaystyle P}-multimagico è tale che, elevando tutti i suoi numeri ad una potenza {\displaystyle 1\leq k\leq P,} esso rimanga magico. In particolare, un cubo bimagico rimane magico se si elevano tutti i suoi numeri al quadrato; un cubo trimagico rimane magico se si elevano tutti i suoi numeri al quadrato o al cubo; un cubo tetramagico rimane magico se si elevano tutti i suoi numeri alla seconda, terza o quarta potenza.